# Пьотър Кошел
Пьотър Агеевич Кошел (на руски: Пётр Агеевич Кошель) е руски поет, писател, историк и преводач.

## Биография
Роден е на 20 април 1946 г. в Слуцк, Беларус. Бащата на Пьотър Кошел е партизанин по време на Втората световна война, а след войната работи в железницата в Слуцк. През 1952 г. семейството напуска Беларус за Сахалин. Живеят в село Смирних, на река Поронай, в трудни условия. Кошел започва да публикува още през ученическите си години. На 18-годишна възраст се мести на континента, живее в Сибир, Молдова, Балтика. Работи в автомобилен завод, занимава се с реклама, работи като учител в селско училище в Могильовска област.
В периода 1973 – 1978 г. учи в Литературния институт „Максим Горки“ в Москва. През 1978 г. е приет в Съюза на писателите на СССР. От 1982 до 1995 г. е водещ редактор на издателство „Советский писатель“ и куратор на преводна поезия от Украйна, Белорусия и Северен Кавказ. Съставител на „Московския ден на поезията 1983 г.“.

## Творчество
Публикува стихове в самиздатски издания, а от 1975 г. в списания като „Юность“, „Новый мир“, „Знамя“, „Дружба народов“, „Октябрь“, „Литературная газета“, „Литературная Россия“ и други. Автор е на над 25 книги с поезия, историческа проза, публицистика и преводна поезия, сред които стихосбирките „Листва“ (1979), „Городская звезда“ (1981), „Река Жизнь“ (1987), „Такой как есть“ (1987), историографски и научнопопулярни заглавия като „Вся Россия“ (1993), „История российского терроризма“ (1995), „История сыска в России“ (в два тома, 1996), „На заре человечества“ (2000), „В стране вечных загадок“ (2000), „Возникший волею Петра“ (2003), „История российского сыска“ (2005), „Столица Российской империи“ (2007), „Блистательный Петербург“ (2008) и др.
На български са преведени негови стихотворения и книгата му „Историята на руския тероризъм“ (София, Ланс, 1996).